# Liste von Persönlichkeiten der Stadt Arnstadt
Diese Liste enthält Persönlichkeiten der Stadt Arnstadt in Thüringen.

## Ehrenbürger
- 7. Mai 1877: Hermann Wurffbain (1804–1889), preußischer Wasserbauingenieur
- 1. April 1895: Otto von Bismarck (1815–1898), Reichskanzler
- 25. April 1904: Hermann Petersen (1844–1917), schwarzburg-sondershäusischer Staatsminister
- 2. Oktober 1917: Paul von Hindenburg (1847–1934), Generalfeldmarschall
- 9. September 1927: Benjamin Kiesewetter (1853–1934), Landtagsabgeordneter und Gemeinderatsvorsteher
- 21. März 1933: Adolf Hitler und Wilhelm Frick; durch Gemeindevertretersitzung am 19. November 1946 wieder aberkannt
- 27. November 1993: Albin Schaedel (1905–1999), Glaskünstler
- 27. November 1993: Wolfgang Tittelbach-Helmrich (1931–2000), Superintendent und Kirchenrat

## Söhne und Töchter der Stadt

### 15. bis 17. Jahrhundert
- Conrad Rein (≈1475–1522), Priester, Komponist, Sänger und Lateinschul-Rektor
- Günther XLI. von Schwarzburg (1529–1583), ab 1552 regierender Graf von Schwarzburg
- Hieronymus Frobenius (1580–1666), Bürgermeister von Arnstadt
- Philipp Ernst Förster (1618–1658), Hofrat der Grafen zu Stolberg-Wernigerode
- Jeremias Rhetius (1631–1681), Arzt
- August Heinrich Fasch (1639–1690), Mediziner und Botaniker
- Johann Christoph Bach (1642–1703), Komponist
- Wolfgang Hager (1643–1705), Uhrmacher
- Jakob August Hünerwolff (1644–1694), Arzt
- Christian Leonhard Leucht (1645–1716), Jurist
- Johann Michael Bach (1648–1694), Komponist
- Johann Ernst Bach (1683–1739), Organist
- Gottfried Wunderlich (1689–1749), fürstlich-schwarzburgischer Hofmaler, Vater von Christian Gottfried Wunderlich

### 18. Jahrhundert
- August Johann Rösel von Rosenhof (1705–1759), Naturforscher
- Johann Friedrich Böhler (1713–1784), Zeichner, Holzschnitzer und Bildhauer des Barock
- Christian Gottfried Wunderlich (1721–1765), fürstlich-schwarzburgischer Hofmaler, Sohn von Gottfried Wunderlich
- Johann Joseph Klein (1740–1823), Musiktheoretiker
- Anton Christian von Strampff (1754–1822), preußischer Generalleutnant
- Johann Christian Gottlieb Ernesti (1756–1802), Gelehrter
- Johann Christian Wilhelm Nicolai (1757–1828), Naturforscher und Pädagoge
- Gabriel Christoph Benjamin Busch (1759–1823), Geistlicher, Theologe und Schriftsteller, Prediger Arnstadt
- Valerius Wilhelm Neubeck (1765–1850), Arzt und Autor
- Johann Wilhelm Leis (1768–1808), Schriftsteller der Biedermeierzeit
- Christian Julius Wilhelm Mosche (1768–1815), Pädagoge
- Friederike Reinhardt (1770–1843), Schriftstellerin
- Aemil Freiherr von Lyncker (1777–1851), Landrat
- Gottlieb Wilhelm Ludloff (1782–1840), kaiserlich russischer Bergbaubeamter
- Christian Friedrich Kranich (1784–1849), evangelischer Theologe
- Ernst John (1793–1873), Kaufmann, Leihbibliothekar, Landschafts- und Porträtmaler
- Ferdinand Benjamin Busch (1797–1876), Jurist und Autor juristischer und bienenkundlicher Schriften

### 19. Jahrhundert
- Friedrich Emmerling (1801–1879), von 1850 bis 1871 Bürgermeister von Arnstadt
- Christoph Friedrich von Walther (1809–1886), russischer Staatsrat und Bibliothekar
- Julius Hülsemann (1824–1888), Jurist und Politiker und Bürgermeister von Arnstadt
- E. Marlitt (1825–1887), Schriftstellerin
- Hermann Auleb (1832–1911), Richter und Landtagsabgeordneter
- Reinhold Bärwinkel (1834–1898), Landtagspräsident
- Edmund Günther Böttcher (1836–1929), Landtagsabgeordneter
- Leopold Hartmann (1838–1919), Richter und Politiker
- Carl Bühl (1839–1898), Kaufmann, Kommerzienrat und Mitglied des Landtags des Fürstentums Schwarzburg-Sondershausen
- Hugo Jung (1844–1919), Lehrer und Politiker
- Friedrich Stade (1844–1928), Musiker und Musikpädagoge
- Bernhard Stade (1848–1906), evangelischer Theologe
- Otto Henniger (1856–1911), Verwaltungsjurist und Politiker
- Robert Poseck (1858–1939), Architekt
- Alfred Ley (1873–1945), Automobilpionier
- Max Lang (1874–1943), Politiker (SPD)
- Hermann Schwarzbold (1886–1956), Gewerkschafter, Widerstandskämpfer gegen den Nationalsozialismus und Kommunalpolitiker (SED)
- Wolfgang Bäseler (1888–1984), Eisenbahningenieur
- Gertrud Kornhas-Brandt (1892–1964), Schneidermeisterin, Modedesignerin und Gründungsleiterin der Deutschen Meisterschule für Mode
- Andreas Paul Weber (1893–1980), Zeichner
- Hermann Steudner (1896–1986), kommunistischer Tischler, Oberbürgermeister von Arnstadt und Oberstleutnant des MfS
- Irmgard von Witzleben (1896–1944), Künstlerin

### 20. Jahrhundert

#### 1901 bis 1950
- Johannes König (1903–1966), Politiker (KPD/SED), Diplomat der DDR
- Max Baumberg (1906–1978), Eisenbahningenieur und Lokomotivkonstrukteur
- Hellmut Eschner (1907–1987), SS-Unterscharführer und Rapportführer im KZ Groß-Rosen
- Ernst Höse (1909–1968), baden-württembergischer Landtagsabgeordneter (SPD)
- Otto Knöpfer (1911–1993), Maler
- Walter Lendrich (1912–1999), Schauspieler
- Christa Reetz (1922–2009), Politikerin (Bündnis 90/Die Grünen)
- Rolf Grunert (1925–2006), Kriminalist
- Ekkehard Böhmer (1929–2014), Fernsehregisseur
- Rudolf Schlegelmilch (1931–2018), Physiker und Paläontologe
- Roland Henning (1935–2023), Radrennfahrer
- Einhard Hopfe (* 1938), Maler, Plastiker und Kunstpädagoge
- Klaus Körner (1939–1962), Opfer an der innerdeutschen Grenze
- Gunther Joppig (* 1943), Musikwissenschaftler und Musiker
- Michael Pilz (* 1943), Filmarchitekt, Bühnen- und Szenenbildner
- Frank Steiner (* 1943), Physiker und Hochschullehrer
- Jan Knopf (* 1944), Literaturwissenschaftler
- Andreas Schmidt-Schaller (* 1945), Schauspieler

#### 1951 bis 2000
- Jürgen Stahl (* 1953), Philosophiehistoriker
- Werner Heyer (* 1956), Leichtathlet
- Ralf Schenk (1956–2022), Filmjournalist
- Peter Koch (* 1957), Radrennfahrer
- Heidi Pfeiffer (* 1960), Rechtsmedizinerin, Pathologin und Hochschullehrerin
- Jens Herzer (* 1963), evangelischer Theologe und Professor für Neues Testament
- Jens Petermann (* 1963), Politiker (Die Linke)
- Alexander Dill (* 1964), Landschaftsarchitekt, Bürgermeister von Arnstadt
- Katrin Schreiter (* 1969), Leichtathletin
- Kornelia Greßler (* 1970), Schwimmerin
- Sandra Wallenhorst (* 1972), Triathletin und Duathletin
- Ina Heinemann (* 1976), Radsportlerin
- Katrin Weißensee (* 1976), Diplom-Betriebswirtin (FH) und erste Performancekünstlerin der Sandanimation
- Ronny Vollandt (* 1978), Judaist
- Thomas Ziegler (* 1980), Radsportler
- Saskia Schwarz (* 1982), Fußballspielerin
- Theresa Senff (* 1982), Radrennfahrerin
- Matthias Quent (* 1986), Soziologe und Hochschullehrer
- Marcel Kittel (* 1988), Radsportler
- Stefanie Bock (* 1988), Schauspielerin
- Maximilian May (* 1988), Radsportler
- Sebastian May (* 1988), Radsportler
- Philipp Horn (* 1994), Biathlet, Medaillengewinner bei Europa- und Weltmeisterschaften
- Hans Peter Hannighofer (* 1997), Bobsportler

## Weitere Persönlichkeiten

### Bis 1700
- Hedan II., Herzog der Thüringer; schenkte Arnstadt im Jahr 704 dem Bischof Willibrord
- Heinrich Schneidewein (1510–1580), Jurist, 1569 bis 1573 Kanzler in Arnstadt; hier auch begraben[1]
- Joachim Mörlin (1514–1571), Reformator und Theologe, Superintendent von Arnstadt
- Andreas Gerhard (1580–1623), Kanzler in Arnstadt
- Nicodemus Lappius (1582–1663), Hofprediger in Arnstadt
- Christoph Bach (1613–1661), Musiker; lebte ab 1654 in Arnstadt
- Johannes Musaeus (1613–1681), evangelischer Theologe; besuchte in Arnstadt das Gymnasium
- Heinrich Bach (1615–1692), Organist; lebte ab 1641 in Arnstadt
- Peter Musaeus (1620–1674), evangelischer Theologe; besuchte in Arnstadt das Gymnasium
- Adam Drese (1620–1701), Komponist, Hofkapellmeister von Arnstadt
- Johann Ambrosius Bach (1645–1695), Komponist; lebte einige Jahre in Arnstadt
- Johann Christoph Bach (1645–1693), ab 1671 Hofmusikus in Arnstadt
- Ludwig Günther Martini (1647–1719), Jurist und Schriftsteller; lebte zeitweise in Arnstadt
- Georg Konrad Büttner (1648–1693), Kirchenliederdichter, lebte ab 1684 in Arnstadt
- Anton Günther II. von Schwarzburg (1653–1716), ab 1681 Graf von Schwarzburg-Arnstadt
- Wilhelm Ernst Tentzel (1659–1707), Gelehrter; lebte einige Zeit in Arnstadt
- Auguste Dorothea von Braunschweig-Wolfenbüttel (1666–1751), Gründerin der Puppensammlung Mon plaisir
- Christian Schlegel (1667–1722), Numismatiker, Bibliothekar und Schriftsteller; wirkte von 1700 bis 1712 in Arnstadt
- Johann Christoph Olearius (1668–1747), Theologe, Numismatiker und Historiker; wirkte in Arnstadt von 1694 bis zu seinem Tode
- Christian Friedrich Hunold (1680–1721), Schriftsteller; ging in Arnstadt zur Schule
- Johann Sebastian Bach (1685–1750), Komponist; lebte von 1703 bis 1707 in Arnstadt
- Johann Alexander Thiele (1685–1752), Hofmaler in Arnstadt
- Johann Gottfried Gregorii (1685–1770), verfasste zwischen 1706 und 1720 die meisten seiner Bücher zur Geographie, Kartographie und Genealogie in Arnstadt

### Ab 1701
- Johann Friedrich Christoph Ernesti (1705–1758), evangelischer Theologe; ab 1744 in Arnstadt tätig
- Johann Stephan Schmaltz (1715–1784), Orgelbauer; lebte und arbeitete ab 1751 in Arnstadt
- Wilhelm Heinse (1746–1803), Schriftsteller; besuchte in Arnstadt das Gymnasium
- Johann Samuel Ferdinand Blumröder (1793–1878), evangelischer Theologe; besuchte in Arnstadt das Gymnasium
- Willibald Alexis (1798–1871), Schriftsteller; lebte ab 1851 in Arnstadt
- Eduard Wedekind (1805–1885), Jurist und Politiker; lebte und starb in Arnstadt
- Emil Palleske (1823–1880), Schauspieler und Schriftsteller; lebte zeitweise in Arnstadt
- Friedrich Helbig (1832–1896), Jurist, Kreisgerichtsrat von Arnstadt
- Gneomar Ernst von Natzmer (1832–1896), preußischer Offizier und Militärschriftsteller
- Johann Sperl (1840–1914), Maler, Leiter der Lithografischen Anstalt in Arnstadt
- Wilhelm Bock (1846–1931), Politiker (SPD), absolvierte seine Berufsausbildung in Arnstadt
- Hugo Riemann (1849–1919), Musiktheoretiker, -historiker, -pädagoge und -lexikograph; hat in Arnstadt die Reifeprüfung abgelegt
- Harald Bielfeld (1863–1933), Politiker und Erster Bürgermeister von Arnstadt (1894–1928); lebte in Arnstadt und verstarb hier
- Wilhelm Kammeier (1889–1959), Schriftsteller; lebte nach dem Zweiten Weltkrieg in Arnstadt, wo er auch starb
- Bruno Bieligk (1889–1969), Politiker (SPD), zwischen 1919 und 1933 Landrat von Arnstadt
- Ernst Sorge (1899–1946), Geograph, Polarforscher und Lehrer; starb in Arnstadt
- Herbert Heinicke (1905–1988), Schachspieler; wuchs in Arnstadt auf
- Hans-Jürgen Starke (1940–2020), Grafiker, Cartoonist und Karikaturist; lebte und arbeitete in Arnstadt
- Rudolf Fischer (1910–1971), Sprachwissenschaftler; lebte und arbeitete nach dem Zweiten Weltkrieg in Arnstadt
- Günter Rexrodt (1941–2004), Politiker (FDP), wuchs in Arnstadt auf
- Joachim Krauledat (* 1944), Sänger der Band Steppenwolf; verbrachte nach der Flucht aus Ostpreußen seine früheste Kindheit in Arnstadt